# Ricardo Caminos
Ricardo Augusto Caminos (c. 1916 - 28 maig de 1992) fou un egiptòleg argentí especialitzat en epigrafia i paleografia. Caminos era natural de Buenos Aires. Des de nen es va fascinar per la història antiga, i va obtenir la seva llicenciatura el 1938 per la Universitat de Buenos Aires. Després de doctorar-se per les universitats d'Oxford i Chicago, va participar en nombroses excavacions al Sudan i Egipte, algunes d'elles relacionades amb la construcció de la resclosa d'Assuan. El 1952 va ser contractat per la Universitat de Brown; va esdevenir director del seu departament d'egiptologia el 1972. Es va jubilar el 1980 i es va traslladar a Londres on va continuar investigant a l'Egypt Exploration Society.

## Obres
- Late-Egyptian miscellanies.  Oxford University Press, 1954.
- Literary fragments in the hieratic script.  Griffith Institute, 1956.
- The chronicle of Prince Osorkon.  Pontificium Institutum Biblicum, 1958.
- Gebel es-Silsilah.  Egypt Exploration Society, 1963. (amb T. G. H. James)
- The shrines and rock-inscriptions of Ibrim.  Egypt Exploration Society, 1968.
- The new-kingdom temples of Buhen.  Egypt Exploration Society, 1974.
- Ancient Egyptian epigraphy and palaeography.  Metropolitan Museum of Art, 1976.
- A tale of woe.  Griffith Institute, 1977. ISBN 978-0900416095.